# Nene Amegatcher
Nene Abayateye Ofoe Amegatcher, né le 3 février 1953 à Suhum, Ghana (en) au Ghana, est un avocat, un universitaire et un juge ghanéen. Il a siégé en tant que juge à la Cour suprême du Ghana du 3 octobre 2018 au 28 juillet 2023 .

## Biographie
Il est né à Suhum, Ghana (en), où il a commencé son éducation formelle. Après son appel à l'association du barreau du Ghana en 1980, il a commencé à enseigner tout en travaillant comme médecin juridique privé. Avant sa nomination, il était l'associé directeur de Sam Okudzeto et Associates et un professeur supérieur à l'École de droit du Ghana depuis 1994 ,.
Amegatcher est membre de l'Association des avocats ghanéens et a été président de l'association de 2012 à 2015. Il est également membre de l'Association internationale des avocats, de l'Association des avocats du Commonwealth, du Centre d'arbitrage de Lagos, de l'American Bar Foundation, du Tribunal pénal international de Paris, du Tribunal de Londres du Conseil des utilisateurs d'arbitrage international et du Institut agréé des arbitres (en) (Royaume-Uni),,,.

## La vie précoce et l’éducation
Amegatcher est né le 3 février 1953 à Suhum, dans l'est. Il a commencé son enseignement précoce à l'école primaire Suhum, Ghana (en) Presbyterian en 1958 et a continué à l'école primaire Anumle à Achimota et à l'école primaire de démonstration Akropong de 1960 à 1962 et de 1962 à 1964, respectivement. Il est entré à l'école secondaire des enfants presbytériens d'Aburi, où il a obtenu son certificat de sortie de l'école secondaire. En 1966, il s'est adressé à l'École secondaire des enfants presbytériens pour obtenir son certificat de niveau ordinaire ('O'-Level) qu'il a obtenu en 1971. La même année, il s'est inscrit au Collège des travailleurs d'Accra pour réécrire les articles de mathématiques, d'économie et de gouvernement de niveau 'O'. En 1972, il est entré à l'école secondaire du Lycée Apam (en) pour son certificat de niveau avancé ('A'-Level) qu'il a obtenu en 1974 ,.
Il s'est adressé à l'Université du Ghana plus tard cette année-là pour étudier le droit et les sciences politiques, diplômé en 1977. Il a étudié à l'École de droit du Ghana de 1978 à 1980 et a été appelé au bar une fois terminé en novembre 1980. Amegatcher est titulaire d'un certificat de règlement alternatif des différends de l'Université d'État de Californie, Sacramento, qu'il a obtenu en 1996. Il a également obtenu un certificat en règlement des différends commerciaux du Département du commerce des États-Unis en 2001 et un certificat en règlement des différends commerciaux (un cours modulaire de la Banque mondiale) de l'Institut ghanéen de gestion et d'administration publique (GIMPA). En 2006, il a été inscrit à l'École de droit de Nottingham, Université de Nottingham Trent, au Royaume-Uni, diplômé en 2007 avec un LL.M en litige avancé et règlement des différends .

## Carrière
Après avoir obtenu son diplôme de l'Université du Ghana en 1977, Amegatcher a travaillé en tant que personnel des services nationaux au siège du Conseil national pour le développement de la femme. Après avoir achevé son service national en 1978, il a occupé un poste d'enseignant à l'école secondaire d'Odorgonno, où il a enseigné jusqu'en 1980 quand il a rejoint le personnel de l'école polytechnique d'Accra qui enseigne le droit commercial et les principes généraux de droit anglais et ghanéen jusqu'en 1990. Pendant qu'il enseignait, Amegatcher a doublé en tant que professionnel juridique privé à la firme Nana Sarpong Ahenkorah et le droit des sociétés de 1980 à 1989. Il a rejoint la société Sam Okudzeto et Associates en tant que partenaire en 1989 et est devenu partenaire directeur de la société de 2005 à 2018. Il a été le principal examinateur de la loi sur le Conseil d'examen de l'Afrique de l'Ouest, des examens commerciaux du Ghana de 1988 à 2004 et un examinateur externe de la loi sur les polytechniques au Ghana.
Amegatcher est devenu secrétaire de l'Association des avocats du Grand Accra de 1987 à 1989 et secrétaire adjoint de l'Association des avocats du Ghana de 1993 à 1995. Il a également été secrétaire de la Fondation ghanéenne pour l'analphabétisme et les ressources de 1994 à 2003 et président du Comité des élèves de l'Association ghanéenne des avocats de 2002 à 2012. De 2009 à 2012, il a été président du Conseil consultatif de World Vision Ghana et depuis 2011, il a été représentant de l'Afrique de l'Ouest pour le Conseil d'association des avocats du Commonwealth. Il a été président de l'Association des avocats du Ghana de 2012 à 2015. Amegatcher est membre du Conseil judiciaire et du Conseil juridique général et a été président du Conseil consultatif du Collège des sciences humaines de l'Université du Ghana depuis 2015. Il a également été vice-président du Forum régional africain pour l’Association internationale des avocats (IBA) de 2015 à 2017 et président du Forum régional africain de l’Association de 2017 à 2018. Il préside actuellement le Centre régional africain de l'Association des avocats du Commonwealth. Avant d'être nommé à la Cour suprême du Ghana, il avait été professeur principal à l'École de droit du Ghana, dispensant des cours de promotion et d'éthique juridique et d'autres cours de règlement extrajudiciaire des différends ,,,,,.
Il faisait partie d'un groupe de sept membres constitué par le Président de la Cour suprême, qui a entendu la pétition électorale de John Mahama en 2020 contre la Commission électorale ghanéenne et Nana Akufo-Addo .

## Nomination
Amegatcher a été nommé avec trois autres juges (Justice Agnes Dordzie, Justice Samuel Marful-Sau et Justice Nii Ashie Kotey) par le président ghanéen Nana Akufo-Addo en 2018. Il et le juge Agnes Dodzie ont ensuite été examinés le 24 août 2018 et approuvés par le Parlement le 25 septembre 2018. Il a été juré à ce poste avec les trois autres juges nommés en octobre 2018 ,,,,.